# Anne Herbrich
Anne Herbrich (* 5. Januar 1971 in Düsseldorf) ist eine ehemalige deutsche Basketballspielerin.

## Laufbahn
1990 war Herbrich Mitglied der bundesdeutschen Auswahl, die an der Junioren-Europameisterschaft in Spanien teilnahm. Sie erzielte während des Turniers im Durchschnitt 6,6 Punkte je Einsatz. Auf Vereinsebene gehört sie bis 1992 dem Bundesligisten DJK Agon 08 Düsseldorf an, mit dem sie auch im Europapokal der Landesmeister antrat. Anschließend spielte Herbrich ebenfalls in der Bundesliga für Lotus München. 1993 und 1994 wurde sie mit Lotus deutsche Vizemeisterin. In der Saison 1994/95 war Herbrich Spielerin des Bundesligisten TG Neuss, 1995/96 dann des Staffelkonkurrenten BC Oberhausen. Später nahm sie mit NB Oberhausen an Seniorenwettkämpfen teil und gewann unter anderem die deutsche Ü35-Meisterschaft.